# Europees-mediterrane kampioenschappen boogschieten 1998 (outdoor)
De Europees-mediterrane kampioenschappen boogschieten 2000 waren door de European & Mediterranean Archery Union (EMAU) georganiseerde kampioenschappen voor boogschutters. De 15e editie van de Europees-mediterrane kampioenschappen outdoor vonden plaats in de Franse steden Boé en Agen van 17 tot 23 augustus 1998.

## Resultaten
| M/V                    | Onderdeel                                             | Goud                                                       | Zilver                                                | Brons |
| Mannen                 |                                                       |                                                            |                                                       |       |
| Recurve - individueel  | Balzjinima Tsyrempilov                                | Lionel Torres                                              | Ihor Parchomenko                                      |       |
| Recurve - team         | ITA Ilario Di Buò Mario Casavecchia Michele Frangilli | POL Arkadiusz Ponikowski Paweł Szymczak Grzegorz Targoński | FRA Sébastien Flute Jean-François Roche Lionel Torres |       |
| Compound - individueel | Thomas Randall                                        | Dejan Sitar                                                | Peter Andersson                                       |       |
| Compound - team        | HUN Ferenc Fodor Tibor Ondrik Antal Szokol            | SWE Peter Andersson Morgan Lundin Anders Malm              | DEN Tom Henriksen Per Knudsen Keld Rosengren          |       |
| Vrouwen                |                                                       |                                                            |                                                       |       |
| Recurve - individueel  | Lina Herasymenko                                      | Vladlena Priestman                                         | Natalia Valeeva                                       |       |
| Recurve - team         | GER Britta Bühren Cornelia Pfohl Sandra Sachse        | ITA Giovanna Aldegani Cristina Ioriatti Natalia Valeeva    | SWE Petra Ericsson Karin Larsson Jenny Sjöwall        |       |
| Compound - individueel | Fabiola Palazzini                                     | Fatima Agudo                                               | Maryann Richardson                                    |       |
| Compound - team        | FRA Michèle Deloraine Valérie Fabre Catherine Pellen  | GBR Maryann Richardson Nichola Simpson Claire Trenaman     | ITA Fabiola Palazzini Cristina Pernazza Serena Pisano |       |

## Medaillespiegel
| Plaats | Land                | Goud | Zilver | Brons | Totaal |
| 1      | Italië              | 2    | 1      | 2     | 5      |
| 2      | Frankrijk           | 2    | 1      | 1     | 4      |
| 3      | Oekraïne            | 1    | 0      | 1     | 2      |
| 4      | Duitsland           | 1    | 0      | 0     | 1      |
| 4      | Hongarije           | 1    | 0      | 0     | 1      |
| 4      | Rusland             | 1    | 0      | 0     | 1      |
| 7      | Verenigd Koninkrijk | 0    | 2      | 1     | 3      |
| 8      | Zweden              | 0    | 1      | 2     | 3      |
| 9      | Polen               | 0    | 1      | 0     | 1      |
| 9      | Slovenië            | 0    | 1      | 0     | 1      |
| 9      | Spanje              | 0    | 1      | 0     | 1      |
| 12     | Denemarken          | 0    | 0      | 1     | 1      |
| Totaal | Totaal              | 8    | 8      | 8     | 24     |